# Austropallene cornigera
Austropallene cornigera är en havsspindelart som först beskrevs av Möbius, K. 1902.  Austropallene cornigera ingår i släktet Austropallene och familjen Callipallenidae. Inga underarter finns listade.